# Bufo grandisonae
Bufo grandisonae és una espècie d'amfibi que viu a Angola.
Està amenaçada d'extinció per la pèrdua del seu hàbitat natural.